# フジテレビ系列夕方6時55分枠の帯アニメ
フジテレビ系列夕方6時55分枠の帯アニメ（フジテレビけいれつゆうがたろくじごじゅうぐふんわくのおびアニメ）は、かつてフジテレビ系列の月～土18:55 - 19:00（JST）に放送された、帯テレビアニメの作品一覧である。
なお編成の都合によって、18:50 - 18:55台で放送された2作品も本項で扱う。

## 歴史
- 初作品は、開局して4か月半後に開始した海外作品『進め!ラビット』。この後一貫して海外アニメを放送、『とびだせフィリック』や『マイティ・ハーキュリー』などといった名作が生まれた。
- 1968年からは日米合作アニメ『ジョニーサイファー』を放送した後、フジテレビ・エンタプライズ制作の帯アニメを開始、途中で放送枠が18:50に移動したが、全部で3作放送した。
- そして1971年1月1日からは再び18:55に戻り、タツノコプロ制作のアニメを開始、途中で東宝制作の実写作品『クレクレタコラ』により中断したが、こちらも3作放送した。しかし3作目の『ウリクペン救助隊』をもってアニメは事実上終了、そして次に開始したピープロ特撮『冒険ロックバット』をもって、子供向け帯番組は終了し、平日は18:30からのローカルニュース、土曜日は『タイムボカンシリーズ』へと代わる事になる。尚、ピープロも『ロックバット』終了後、撮影スタッフが解散し、その後長期間新作が作られていない。
- 2024年4月29日～5月3日の期間に現在日曜夕方6時台後半枠で放送されている『サザエさん』の特別版を『ゴールデン「サザエさん」ウィーク傑作選』と銘打ち、当枠（18:50～19:00）の時間に放送。フジテレビ（関東ローカル）のみの期間限定ではあるが約49年ぶりに復活する形となり、同年11月25日～11月29日の期間も『祝・放送55周年 サザエさん秋の傑作選』と題し当枠にて再放送された。

## 放送作品一覧
- 進め!ラビット（1959年7月20日～1960年10月4日、1960年5月18日以降は再放送） - ここから18:55 - 19:00枠および海外作品。
- がんばれスパンキー（英語版）（1960年10月5日～1961年6月28日）
- つよいぞラフティ（1961年6月30日～1962年5月14日、1961年12月29日以降は再放送）
- 探偵スカット（1962年5月15日～1963年1月3日）
- とびだせフィリック（第1期）（1963年1月4日～11月2日）
- マイティ・ハーキュリー（第1期）（1963年11月4日～1964年8月29日）
- とびだせフィリック（第2期）（1964年8月31日～1965年6月28日）
- マイティ・ハーキュリー（第2期）（1965年6月30日～1966年4月23日）
- シンドバッドの冒険（第1期）（1966年4月25日～1967年3月）
- とびだせフィリック（第3期）（1967年4月～12月30日）
- シンドバッドの冒険（第2期）（1968年1月1日～10月19日） - ここまで海外作品。
- ジョニーサイファー（1968年10月21日～1969年3月29日）- この作品のみ日米合作。
- そばかすプッチー（1969年3月31日～10月4日） - ここからフジテレビ・エンタプライズ作品。ここまで18:55 - 19:00枠。
- ピンチとパンチ（1969年9月29日～1970年3月28日） - ここから18:50 - 18:55枠。
- いたずら天使チッポちゃん（1970年3月30日～12月31日） - ここまで18:50 - 18:55枠およびフジテレビ・エンタプライズ作品。
- カバトット（1971年1月1日～1972年9月30日） - ここから18:55 - 19:00枠およびタツノコプロ作品。
- かいけつタマゴン（1972年10月5日～1973年9月28日）

（アニメ中断。『クレクレタコラ』を放送）
- ウリクペン救助隊（1974年9月30日～1975年3月29日）
- ゴールデン「サザエさん」ウィーク傑作選（2024年4月29日～5月3日）- 18:50 - 19:00枠、『サザエさん』の過去の傑作選を放送。
- 祝・放送55周年 サザエさん秋の傑作選（2024年11月25日～11月29日）- 同上

## 参考資料
- 「タイムテーブルからみたフジテレビ35年史」（フジテレビ編成制作局） 1頁～66頁 1994年